# Cavity Job
Cavity Job è un EP del duo di musica elettronica britannico Autechre, pubblicato nel 1991.

## Tracce
1. Cavity Job – 6:23
2. Accelera 1 & 2 – 6:58